# ジョン・マルドゥーン (1896年生のラグビー選手)
ジョン・マルドゥーン（John Muldoon, 1896年3月2日 – 1944年1月2日）は、アメリカ合衆国のラグビーユニオン選手。1920年アントワープオリンピックに出場した。
彼はアメリカ代表チームの一員として参加し、金メダルを獲得した。